# Brachystelma pauciflorum
Brachystelma pauciflorum är en oleanderväxtart som beskrevs av John Firminger Duthie. Brachystelma pauciflorum ingår i släktet Brachystelma och familjen oleanderväxter. Inga underarter finns listade i Catalogue of Life.